# برايان كودي
برايان كودي (بالإنجليزية: Brian Cody)‏ هو لاعب قذف أيرلندي، ولد في 12 يوليو 1954.